# Pancsin
Pancsin (egyszerűsített kínai írással: 盘锦, pinjin: Pánjǐn) prefektúra szintű város Kínában, Liaoning tartományban. Lakosainak száma 1 389 691 fő (2020).

## Népesség
| 2010 | 1 392 493 |
| 2020 | 1 389 691 |

## Közlekedés

### Vasút
A városon halad keresztül a Csinhuangtao–Senjang nagysebességű vasútvonal és indul a Pancsin–Jingkou nagysebességű vasútvonal.

## Testvérvárosok
- Tijuana
- Orosháza
- Yalova